# После репетиции
«После репетиции» (швед. Efter repetitionen) — драматургическое произведение (пьеса) и телефильм шведского режиссёра Ингмара Бергмана. Пьеса «После репетиции» вошла в книгу «Пятый акт» — сборник драматургических произведений Бергмана, составленный и в деталях продуманный им самим (1994, рус. пер. 1999, переиздан в 2009). В 2008 году на русском языке записана аудиоверсия спектакля «После репетиции» в исполнении С. Юрского, Н. Теняковой и Д. Юрской (режиссёр — С. Юрский), в течение ряда лет игравших этот спектакль на сцене МХАТ им. Чехова.

## Сюжет
Действие этого камерного и во многом автобиографичного фильма развивается в помещении театра, пустом после репетиции. Стареющий режиссёр Хенрик Фоглер, обсуждая театральные и актёрские детали с исполнительницей одной из главных ролей в будущей постановке, постепенно переходит к разговору о личных проблемах и общих воззрениях на театр.
Как и в фильме «Фанни и Александр», герои собираются ставить пьесу Августа Стриндберга «Игра снов».

## В ролях
- Эрланд Юзефсон — Хенрик Фоглер
- Ингрид Тулин — Ракел Эгерман
- Лена Олин — Анна Эгерман
- Бертил Гуве — Хенрик Фоглер в юности